# Couteuges
Couteuges település Franciaországban, Haute-Loire megyében. Lakosainak száma 286 fő (2022. január 1.). Couteuges Cerzat, Mazeyrat-d’Allier, Paulhaguet, Saint-Georges-d’Aurac, Saint-Privat-du-Dragon és Salzuit községekkel határos.

## Népesség
A település népességének változása:
| Lakosok száma | 338  | 315  | 313  | 313  | 301  | 300  | 301  | 301  | 296  | 286  |
|               | 1968 | 1982 | 1990 | 2006 | 2013 | 2015 | 2017 | 2019 | 2020 | 2022 |